# Довгаль Анатолій Іванович
Анато́лій Іва́нович До́вгаль (нар. 29 січня 1976) — український легкоатлет, який спеціалізувався у спринті, учасник Олімпійських ігор (2000), чемпіон Європи (2002), багаторазовий чемпіон України, рекордсмен України. Майстер спорту України міжнародного класу (2000). Закінчив Училище олімпійського резерву Державного експериментального навчально-спортивного центру України з легкої атлетики (Харків, 1996), Харківський державний інститут фізичної культури (2005).

## Рекорди
Анатолій Довгаль за кар'єру тричі повторював рекорди України:
- 28 грудня 1999 на Кубку Харківської області в приміщенні повторив національний рекорд з бігу на 60 метрів за ручним хронометражем (6,3). До 2003 — коли Федерація легкої атлетики України скасувала можливість реєстрації рекордів України з бігу на 60 метрів за ручним хронометражем — цей результат так і залишився неперевершеним.

- 22 лютого 2002 на змаганнях Erdgas Hallenmeeting у Хемніцу повторив чинний на той момент рекорд України з бігу на 60 метрів (6,56), встановлений Олександром Шличковим у 1994.

- 11 серпня 2002 на Чемпіонаті Європи в Мюнхені разом з Костянтином Рураком, Костянтином Васюковим та Олександром Кайдашем у складі збірної України повторив досі чинний рекорд України в естафетному бігу 4×100 метрів (38,53), встановлений у 1996.

## Основні міжнародні виступи
| Рік  | Змагання                       | Місто       | Місце | Дисципліна | Примітки |
| ---- | ------------------------------ | ----------- | ----- | ---------- | -------- |
| 1995 | Чемпіонат Європи серед юніорів | Ньїредьгаза | 2заб6 | 100 м      |          |
| 1998 | Чемпіонат Європи               | Будапешт    | 1чф5  | 100 м      |          |
| 2000 | Чемпіонат Європи в приміщенні  | Гент        | 5заб4 | 60 м       |          |
| 2000 | Олімпійські ігри               | Сідней      | 9заб4 | 100 м      |          |
| 2002 | Чемпіонат Європи в приміщенні  | Відень      | 3     | 60 м       |          |
| 2002 | Чемпіонат Європи               | Мюнхен      | 1пф6  | 100 м      |          |
| 2002 | 1                              | 4×100 м     |       |            |          |
| 2002 | Кубок світу                    | Мадрид      | ф4    | 4×100 м    |          |
| 2003 | Чемпіонат світу в приміщенні   | Бірмінгем   | 2пф7  | 60 м       |          |
| 2006 | Чемпіонат світу в приміщенні   | Москва      | 1пф5  | 60 м       |          |
| 2006 | Чемпіонат Європи               | Гетеборг    | 1пф5  | 100 м      |          |
| 2006 | ф7                             | 4×100 м     |       |            |          |